# Jim DeRogatis
Jim DeRogatis (Jersey City, New Jersey, 1964. szeptember 2. –) amerikai zenei kritikus. Gyakran írt cikkeket a Spin, Guitar World és Modern Drummer magazinokba, valamint ő a könnyűzenei kritikusa a Chicago Sun-Times magazinnak. Gyakran támogat olyan zenekarokat, amelyek még nem lettek széles körben népszerűek, de közel állnak hozzá.
1995 és 1996 között a Rolling Stone magazin szerkesztője volt, de kirúgták, miután negatív kritikát írt a Hootie & the Blowfish Fairweather Johnson című albumáról. Jelenleg a Sound Opinion című rádiós beszélgető műsor vezetője Greg Kot kritikus mellett. Ő a dobosa a Vortis nevű indie rock együttesnek.

## Könyvei
- Let it Blurt : The Life and Times of Lester Bangs, America's Greatest Rock Critic, Broadway Books, 2000
- Milk It!: Collected Musings on the Alternative Music Explosion of the '90s, Da Capo Press, 2003
- Turn On Your Mind : Four Decades of Great Psychedelic Rock, Hal Leonard Publishing Co, 2003
- Kill Your Idols: A New Generation of Rock Writers Reconsiders the Classics, Da Capo Press, 2004
- Staring at Sound: The True Story of Oklahoma’s Fabulous The Flaming Lips, Broadway Books, 2006